# LYFA
LYFA A/S (også Lyfa), indtil 1930: A/S K(j)øbenhavns Lampe- og Lysekronefabrik, var en dansk lampefabrik i København.

## Historie
A/S Kjøbenhavns Lampe- og Lysekronefabrik blev stiftet i 1903 og blev omdannet til et aktieselskab i 1904. Selskabet begyndte i Store Kongensgade 63, men lå fra 1929 på Blankavej 32 i Valby. I 1910 nævnes Gustav Budde-Lund som bestyrelsesformand.
Samme år vandt firmaet guldmedalje på verdensudstillingen i Barcelona for sin Lyfalampe, og fabrikken sejrede igen (guldmedalje) på verdensudstillingen i Bruxelles i 1935 for sin Ra-lampe. I 1935 beskæftigede fabrikken omkring 300 arbejdere og 100 funktionærer. I Danmarks Amter og Deres Mænd i bindet om København, 1. del fra 1935 hedder det, at Leon Levin var administrerende direktør og formand for bestyrelsen siden 1924. Direktionen bestod desuden af underdirektør C.A. Levin.
Fabrikken blev under Besættelsen udsat for schalburgtage 23. april 1944, fordi fabrikkens direktør havde afvist at arbejde for værnemagten. I 1946 blev den genopført af Preben Hansen.
Fabrikken blev kendt på at fremstille bordlamper, der næsten til forveksling lignede Poul Henningsens nu verdensberømte PH-lampe, idet Lyfas lamper havde samme type fod og flerskærmsprincip. Det førte i 1928 til den første retssag om plagiat af PH-lampen, som i december 1930 endte med Østre Landsrets dom: Kun én ud af fem problematiske lamper blev dømt til at være et plagiat. 
1978 blev konkurrenten Fog & Mørup opkøbt af Lyfa, som på et tidspunkt flyttede til Måløv. I 1988 overtog Lyfa belysningsvirksomheden ABO i Assentoft ved Randers, som især var kendt for magnetkuglelamper produceret i 1970'erne. Kun et år senere, i 1989, blev Lyfa overtaget af det børsnoterede selskab Lyskær Belysning A/S. Selskabets nye navn blev i oktober 1989 Lyskær-Lyfa A/S som havde produktion i Taastrup. Produktionen flyttede til Måløv, men allerede i 1991 blev selskabet købt af Horn Belysning A/S i Aalestrup, og  produktionen i Måløv blev flyttet til Aalestrup i 1995. Indtil da skelnede man stadig i produktionen mellem Lyfa- og Fog & Mørup-produkter.
I sine senere år havde Lyfa en helleristning som logo på orange grund.
1959 til 1976 havde Lyfa sit eget trinbræt, Lyfa Trinbræt.

Lyfa genåbenede igen i 2020

## Design
I 1960'erne og 1970'erne blev Lyfa kendt for sprælske og moderne lamper, som høstede flere designpriser. Fabrikkens designere var bl.a.:
- Aage Petersen (bl.a. Universallampe, udstillet 1932)
- Finn Juhl
- Bent Karlby
- Simon P. Henningsen
- Louis Weisdorf